# Nexon, Haute-Vienne
Nexon (tiếng Occitan: 'Neiçon) là một xã của tỉnh Haute-Vienne, thuộc vùng Nouvelle-Aquitaine, miền trung nước Pháp.